# Phra Lak Phra Ram
Pour les articles homonymes, voir RAM.
 (octobre 2024).

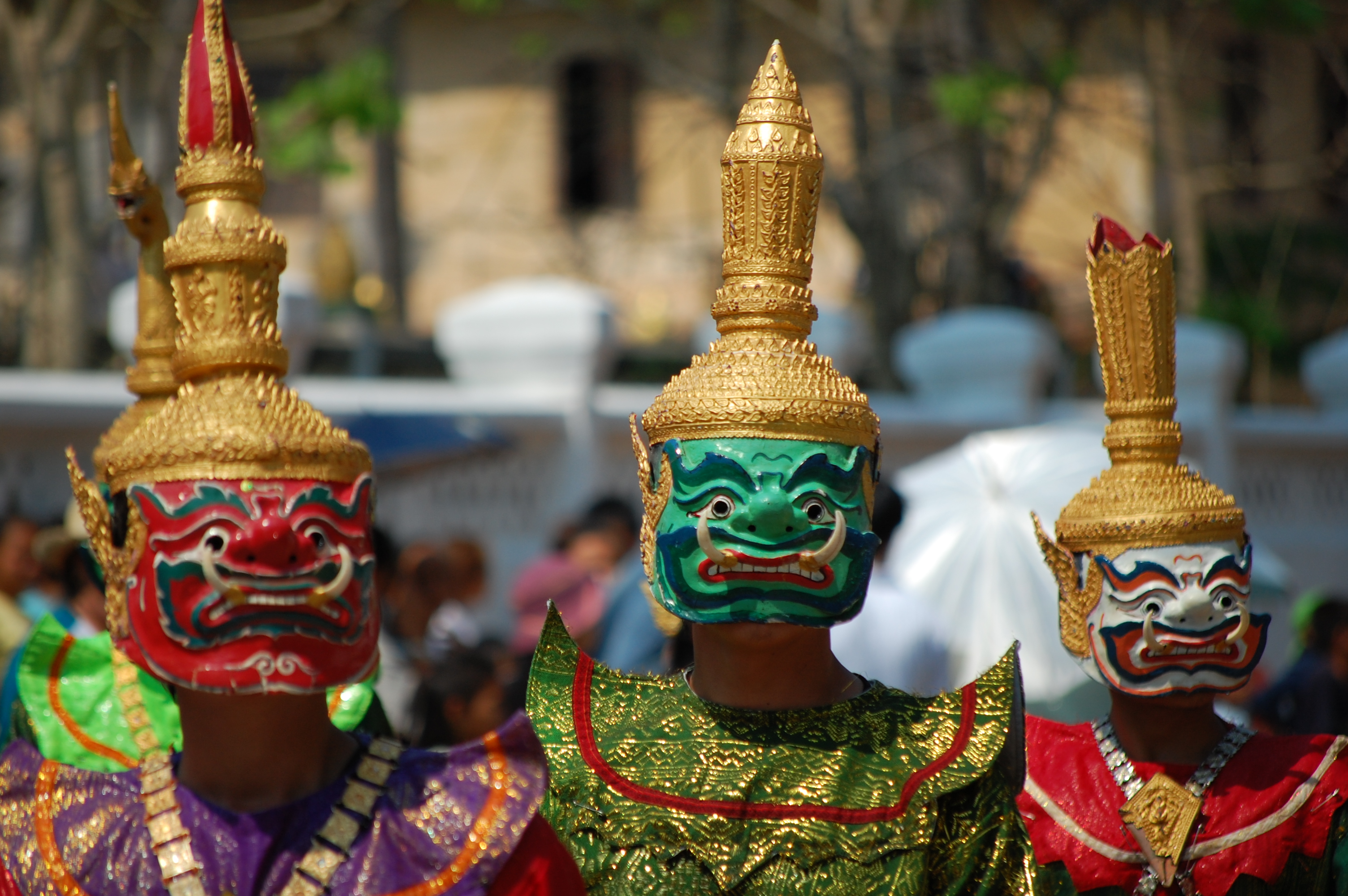
Nouvel An lao 2008 à Luang Prabang : Danseurs d'un khon adapté du Phra Lak Phra Ram (rôles de démons).

Le Phra Lak Phra Ram (ພຣະລັກພຣະຣາມ, pʰra lak pʰra raːm) est la version en lao de l'épopée indienne du Ramayana. Son titre réunit les noms, en langue lao, des deux héros de l'épopée, Lakshmana et son frère Râma. Il existe plusieurs versions de l'histoire et, comme dans le Hikayat Seri Rama (en) en malais, elles donnent souvent plus d'importance à Lakshmana que dans l'original, ce qui explique le titre.
Écrit à l'origine sur des manuscrits en feuilles de latanier, le Phra Lak Phra Ram a été adapté pour la danse laotienne. Il est vénéré par les Laotiens au titre de Jataka (récit d'une vie antérieure du Bouddha).
- Sītā est nommée Nang Sida.
- Ravana est nommé Hapkhanasouane.
- Lakshmana est nommé Phra Lak.
- Hanouman est nommé Houlaman.